# Liste des lieux-dits du comté de Westmorland
Voici la liste des hameaux et lieux-dits du comté de Westmorland. Cette liste est destinée à accueillir tous les lieux-dits, hameaux et quartiers du comté de Westmorland, au Nouveau-Brunswick, de manière à les situer dans leur municipalités respectives. Les archives provinciales du Nouveau-Brunswick recensent 394 lieux, auxquels s'ajoutent quelques-uns recensés par des chercheurs comme William Francis Ganong.
- Haut – A
- B
- C
- D
- E
- F
- G
- H
- I
- J
- K
- L
- M
- N
- O
- P
- Q
- R
- S
- T
- U
- V
- W
- X
- Y
- Z

|   | Noms                     | Municipalité                | Type     |
| - | ------------------------ | --------------------------- | -------- |
| A | Aulac                    | Pont-à-Buot (Point de Bute) | hameau   |
|   | Aulac Station            | Pont-à-Buot (Point de Bute) | lieu-dit |
| B | Baie Verte Road          | Baie-Verte                  | hameau   |
|   | Barachois                | Beaubassin Est              | hameau   |
|   | Bas-Rockport             | Paroisse de Sackville       | hameau   |
|   | Basse-Aboujagane         | Beaubassin Est              | hameau   |
|   | Botsford Portage         | Beaubassin Est              | hameau   |
|   | Boudreau                 | Beaubassin Est              | hameau   |
|   | Bourgeois Mills          | Beaubassin Est              | hameau   |
|   | British Settlement       | Paroisse de Sackville       | hameau   |
| C | Cherry Burton            | Fort Folly 1                | lieu-dit |
|   | Cap-Brûlé                | Beaubassin Est              | hameau   |
|   | Coburg                   | Baie-Verte                  | hameau   |
|   | Coles Island             | Paroisse de Sackville       | lieu-dit |
|   | Comeau Point             | Beaubassin Est              | hameau   |
|   | Cormier Village          | Beaubassin Est              | hameau   |
| D | Dorchester Cape          | Paroisse de Dorchester      | hameau   |
|   | Drisdelle                | Beaubassin Est              | hameau   |
|   | Dupuis Corner            | Beaubassin Est              | hameau   |
| E | Evans                    | Paroisse de Sackville       | hameau   |
| F | Fairfield                | Paroisse de Sackville       | hameau   |
|   | Fort Beauséjour          | Pont-à-Buot (Point de Bute) | lieu-dit |
|   | Frosty Hollow            | Sackville                   | quartier |
| G | Gallant Settlement       | Beaubassin Est              | hameau   |
|   | Glaude                   | Beaubassin Est              | hameau   |
| H | Haut-Pont-à-Buot         | Pont-à-Buot (Point de Bute) | hameau   |
|   | Haut-Rockport            | Paroisse de Sackville       | hameau   |
|   | Haut-Sackville           | Sackville                   | quartier |
|   | Haute-Aboujagane         | Beaubassin Est              | hameau   |
| I |                          |                             |          |
| J | Johnson's Mills          | Paroisse de Sackville       | hameau   |
|   | Jolicoeur                | Pont-à-Buot (Point de Bute) | hameau   |
| K |                          |                             |          |
| L | Le Blanc                 | Beaubassin Est              | hameau   |
| M | Mates Corner             | Beaubassin Est              | hameau   |
|   | Middle Sackville         | Sackville                   | quartier |
|   | Mount View               | Sackville                   | hameau   |
| N |                          |                             |          |
| O | Ogden Mill               | Sackville                   | quartier |
|   | Ohio-du-Barachois        | Beaubassin Est              | hameau   |
| P | Petit-Cap                | Beaubassin Est              | hameau   |
| Q |                          |                             |          |
| R | Robichaud                | Beaubassin Est              | hameau   |
|   | Rockport                 | Paroisse de Sackville       | hameau   |
| S | Saint-André-de-Shédiac   | Beaubassin Est              | hameau   |
|   | Saint-Henri-de-Barachois | Beaubassin Est              | hameau   |
|   | Shemogue (Chimougoui)    | Beaubassin Est              | hameau   |
| T | Tidnish Bridge           | Baie-Verte                  | hameau   |
|   | Trois-Ruisseaux          | Beaubassin Est              | hameau   |
| U | Uniacke Hill             | Baie-Verte                  | hameau   |
| V |                          |                             |          |
| W | Westcock                 | Paroisse de Sackville       | hameau   |
|   | Wood Point               | Paroisse de Sackville       | hameau   |
| X |                          |                             |          |
| Y |                          |                             |          |
| Z |                          |                             |          |